# Pseudocheirus peregrinus
Pseudocheirus peregrinus (do grego para "falsa mão" e do latim para "peregrino") é um marsupial da Austrália. É um herbívoro de hábitos nocturnos, que pesa entre 550 e 1100 g. Possui uma pelagem de coloração cinzenta, com manchas brancas posteriores aos olhos. O abdómen é normalmente de cor creme.
Possui uma cauda preênsil, com a ponta de cor branca que abrange 25% do tamanho da cauda. As patas traseiras apresentam sindactilia, que ajuda o animal a trepar.
Alimenta-se de uma variedade de folhas de plantas, quer nativas, quer introduzidas. Também se alimenta de flores e de frutos. Este animal exibe um comportamento de coprofagia: quando descansa no ninho, alimenta-se de um tipo especial de fezes que são produzidas durante o dia. Este comportamento é similar ao apresentado pelos coelhos.

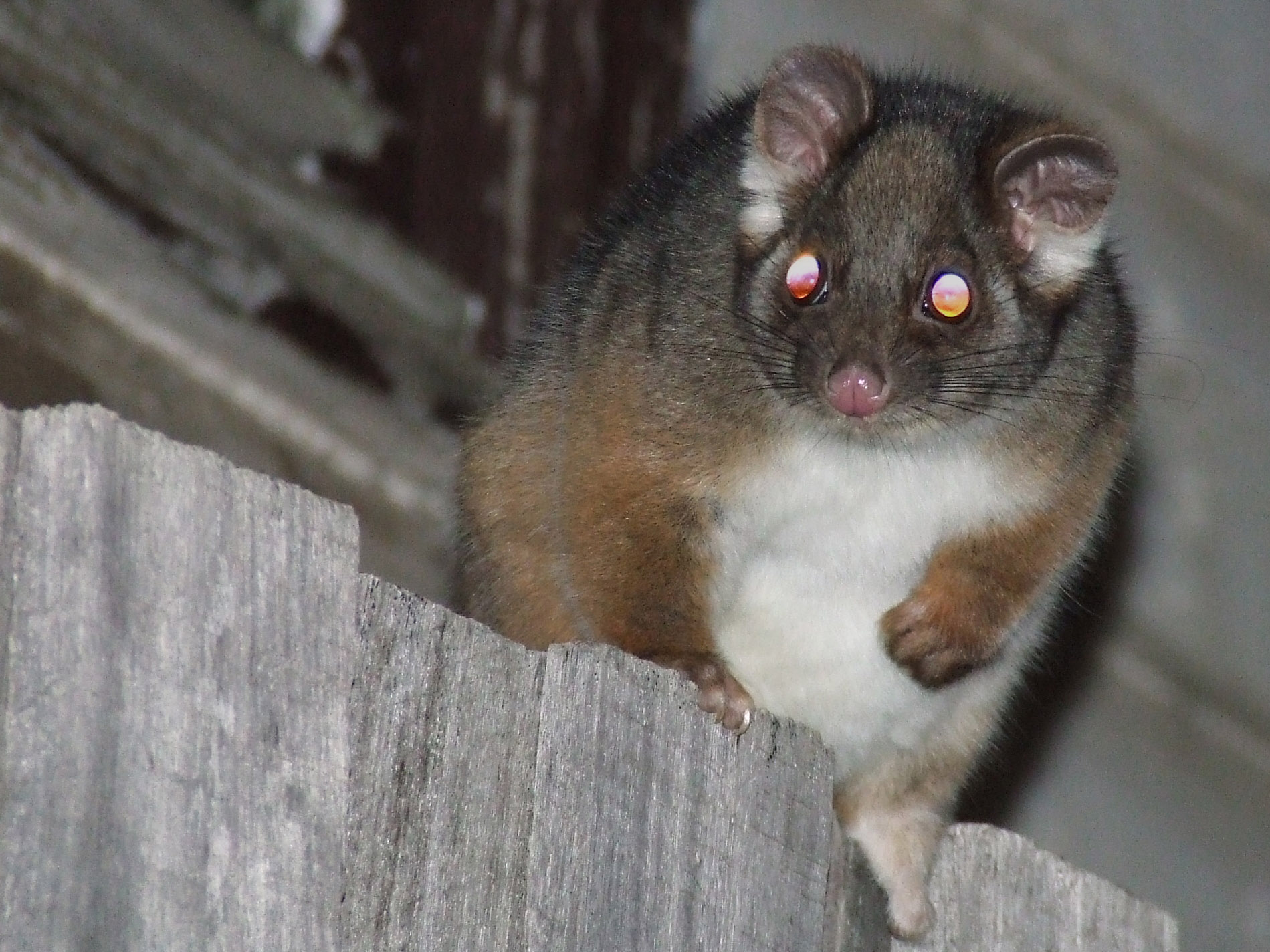
Um exemplar em cima de uma vedação, próximo de Melbourne, na Austrália

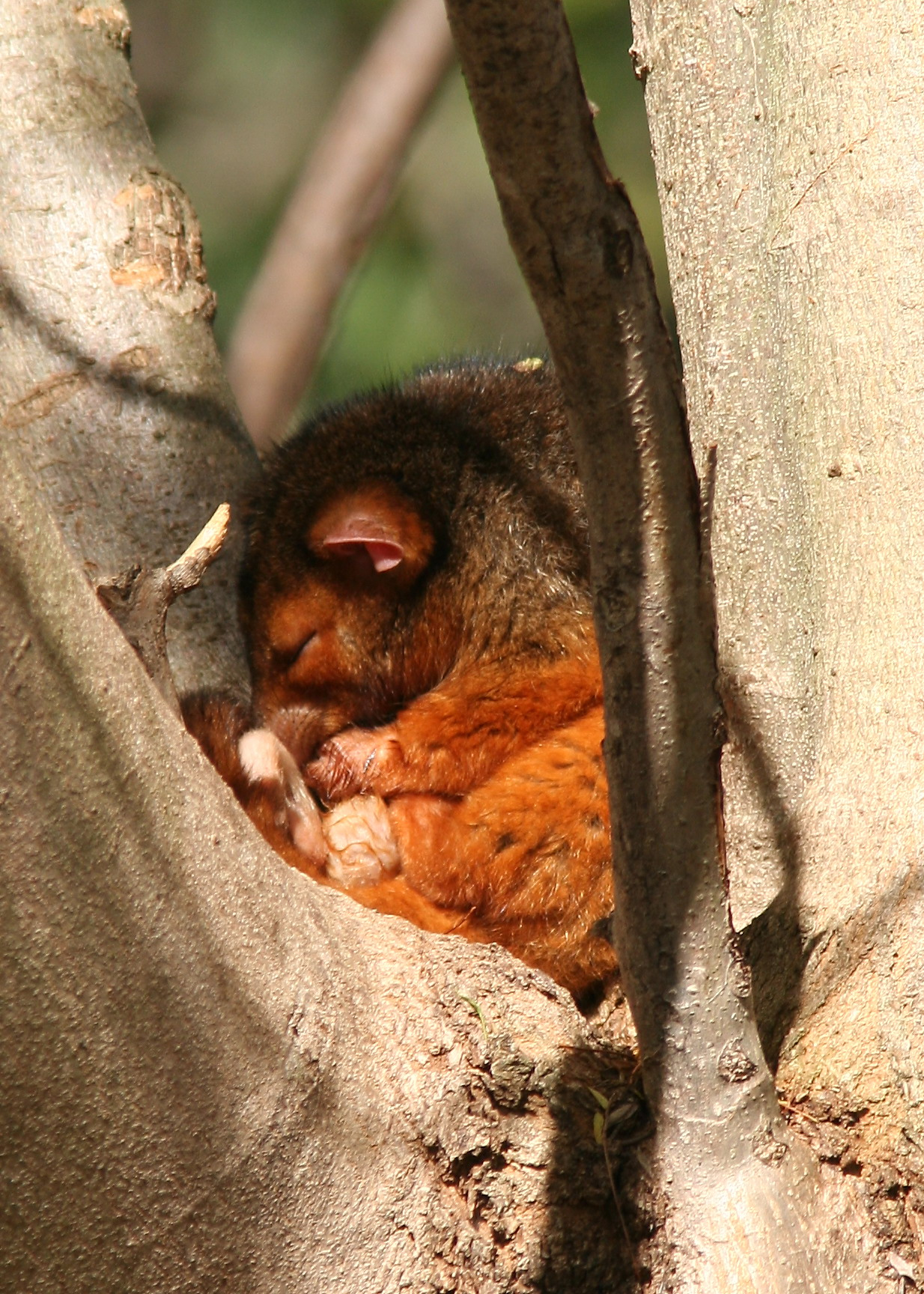
Um exemplar a dormir durante o dia